# Franz Botgorschek
Franz Botgorschek (Wenen, 23 mei 1812 – Den Haag, 22 april 1882) was een fluitist van Oostenrijkse komaf, maar langdurig werkzaam in Nederland.
Hij was zoon van Johann Botgorschek en Theresia Hoffmann. Zijn zus Caroline Botgorschek was zangeres, andere zus Maria Anna Anschütz-Botgorschek was eveneens zangeres en uiteindelijk muziekpedagoge te Middelburg. Hij werd in 1869 benoemd tot ridder in de Orde van de Eikenkroon en in 1871 tot ridder in de Orde van Vasa.
Hij kreeg zijn opleiding van fluitist en muziekprofessor aan het Conservatorium in Wenen Ferdinand Bogner. Een latere docent was Aloys Hirsch. In 1830 kreeg hij een aanstelling bij het Theater in der Josefstadt. Hij had toen waarschijnlijk al een onderscheiding van de "Gesellschaft des Musikfreunde" ontvangen. Zijn eerste concert dateert van circa 1833. Hij maakte concertreizen door Duitsland. Van 1834 tot 1837 was hij fluitist bij het Kärntnertortheater, waar zijn zuster Caroline toen ook zong. Hij was in het seizoen 1839/1840 op concertreis door Nederland. Hij speelde toen onder meer een Andante en variatiën geschreven door fluitist Louis Drouet onder leiding van concertmeester/dirigent Frederik Willem Lübeck. Hij werd hofmuzikant van Willem III der Nederlanden en docent aan het Haags Conservatorium. Nicolaas Arie Bouwman is een van zijn leerlingen. Hij was medeorganisator van de zogenaamde Badhuisconcerten, concerten in het Kurhaus in Scheveningen, waarbij hij soleerde en/of dirigeerde.
In 1855 richtte hij met zangeres Jenny Lind de maatschappij "De Toekomst" op, dat een pensioenfonds voor behoeftige toonkunstenaars in beheer kreeg/had. Zowel Bodgorschek als Lind was bevriend met fluitist/componist Moritz Fürstenau, tevens manager van Jenny Lind, zodat er door middel van een liefdadigheidsconcert kapitaal kon worden verkregen.
- Gemeinsame Normdatei: 117735906
- International Standard Name Identifier: 0000 0000 1402 6608
- Nederlandse Thesaurus van Auteursnamen: 069948828
- Virtual International Authority File: 45087783
- WorldCat: E39PBJrrCqBdJQydgrk7VRx7HC